# إعادة الحداثة

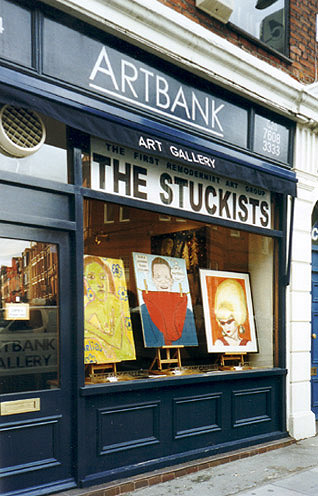
2001 عرض ستوكيستس

تُحيي إعادة الحداثة جوانب حركة الحداثة، ولا سيما في شكلها المبكر، وتتبع ما بعد الحداثة، والتي تختلف معها. يدافع مناصرو إعادة الحداثة عنها على أنها راديكالية وتقدمية، لا رجعية ومُسَيرة.
في عام 2000، استنهض بيلي تشايلديش وتشارلز تومسون، مؤسسا الحركة الفنية الالتصاقية، إعادة الحداثة، تحت الإعلان الرسمي: إعادة المحادثة في محاولة لتقديم فترة من الروحانية الجديدة إلى الفن والثقافة والمجتمع واستبدالها بما بعد الحداثة، ما قالا إنها كانت كلبية ومفلسة روحيًا. في عام 2002، قام معرض فني لإعادة الحداثة في ألباكركي صحبته مقالة بقلم أستاذ الفن في جامعة كاليفورنيا، بيركلي، كيفن رادلي، الذي قال إن ثمة تجديد للفنانين العاملين من دون قيود السخرية والكلبية، وإن ثمة تجديد لحس الجمال.
في عام 2004، أعلنت حركة فنية أيرلندية تُدعى "الديفاستينية" عن نفسها كحركة فنية إعادة الحداثة
في عام 2006، أقام متحف ستيديليك وجامعة أمستردام حوارًا حول إعادة الحداثة مع دانييل بيرنباوم وأليسون جينجراس، وتكلمت مقدمة هذا الحوار عن إحياء الرسم باعتباره عودة محتملة للقيم الحداثية التقليدية، مثل الأصالة والتعبير عن الذات والاستقلال، على نقيض ممارسات الوسائط المتعددة. في عام 2008، طبق ناقد صحيفة إيفنينغ ستاندرد اللندنية، بين لويس، المصطلح على ثلاثة مرشحين لجائزة تيرنر ورآهم ضمن حركة كانت تحيي الشكلية في أوائل القرن العشرين، ودافع عن قيم جمالية مستوحاة من التواضع والكرم والعاطفة الحقيقية.

## تاريخها
استنهض تشارلز تومسون وبيلي تشايلديش، مؤسسا الحركة الفنية الالتصاقية، فترة إعادة الحداثة. نُشر إعلان إعادة الحداثة خاصتهما في 1 مارس 2000 لتشجيع الرؤية والأصالة والتعبير عن النفس، وشددا على الرسم وأضافا عنوانًا فرعيًا يقول: «نحو روحانية جديدة في الفن». منطلقها هو أن إمكانية الرؤية الحداثية لم تُحقق، وأن تطورها كان يسير في الاتجاه الخاطئ وأن هذه الرؤية في حاجة إلى أن تُرد إلى أصلها، ويُعاد تعريفها وتطويرها. وهي تناصر البحث عن الحقيقة والمعرفة والمعنى، وتتحدى الشكلية.

لها مقدمة قصيرة، ملخصها: «لقد ضلت الحداثة طريقها بالتدريج، حتى سقطت أخيرًا في حفرة هراء ما بعد الحداثة التي لا قرار لها». أعقبت هذا 14 نقطة مرقمة، تشدد على الشجاعة والفرديّة والشمولية والتواصل والإنسانية والثبات ضد العدمية والمادية العلمية و«التدمير الأبله للأعراف». تنص النقطة السابعة على: 
الروحانية رحلة الروح على الأرض. مبدؤها الأول إعلان عن نية مواجهة الحقيقة. والحقيقة هي ما هي، بصرف النظر عما نريدها أن تكون. كون الفنان روحانيًا يعني أن يتناول بثبات جأش إسقاطاتنا، وخيرنا وشرنا، والجذاب والمُشوّه، وقوانا كما أوهامنا، بغية معرفة أنفسنا وبالتالي علاقتنا الحقيقية بالآخرين وصلتنا بما هو إلهيّ.
تنص النقطة التاسعة: «الفن الروحيّ ليس ديانة. الروحانية مسعى الإنسانية إلى فهم نفسها وإيجاد رمزيتها عبر نقاء فنانيها وأمانتهم». تربط النقطة الثانية عشرة استخدامها لكلمة «إله» بالحماسة، من الجذر اليوناني en theos (أن يستحوذ عليك الإله».
تبدأ الخلاصة في النهاية بقول: «من الواضح تمامًا لأي شخص له عريكة ذهنية مرتّبة أن ما تطرحه النخبة الحاكمة الآن، بجدية تامة، على أنه فن، هو إثبات على أن تطويرًا عقلانيًا في ظاهره لمجموعة من الأفكار قد مال ميلًا خطرًا»، وتجد أن الحل يمكن في نهضة روحية لأن، «لا مكان آخر أمام الفن ليذهب إليه. تتمثل مهمة الالتصاقية في الشروع بتلك النهضة الروحية الآن».